# Trichogramma sorokinae
Trichogramma sorokinae är en stekelart som beskrevs av Kostadinov 1986. Trichogramma sorokinae ingår i släktet Trichogramma och familjen hårstrimsteklar.
Artens utbredningsområde är Bulgarien. Inga underarter finns listade i Catalogue of Life.